# Изотов, Михаил Максимович
Михаил Максимович Изотов (1907—1981) — советский промышленный деятель, Заслуженный строитель РСФСР.

## Биография
Родился 17 марта 1907 года в посёлке Каменском Новомосковского уезда в семье рабочего.
Окончил Днепропетровский индустриальный институт по строительной специальности.
Весной 1941 года был призван на военные сборы, с которых ушёл на Великую Отечественную войну. После разгрома своего полка, в числе немногих уцелевших бойцов был направлен на переформирование в город Днепропетровск. В конце июля был назначен начальником одного из эшелонов, эвакуировавших оборудование Днепропетровского трубного завода им. В. И. Ленина в тыл страны. В начале августа 1941 года Изотов вместе с эшелоном прибыл в город Каменск-Уральский Свердловской области. Здесь участвовал в монтаже и наладке оборудования трубного завода. С 1944 года работал начальником одного из цехов завода, затем — начальником отдела капитального строительства в ранге заместителя директора завода.
В 1955—1959 годах работал председателем Каменск-Уральского городского исполкома Совета депутатов трудящихся. В 1959—1969 годах был начальником Управления капитального строительства Свердловского областного исполнительного комитета Совета депутатов трудящихся. На пенсию вышел в 1969 году.
Был награжден двумя орденами Ленина (10.04.1943, …) и медалями, среди которых «За доблестный труд в Великой Отечественной войне 1941—1945 гг.». В 1967 году удостоен почетного звания «Заслуженный строитель РСФСР».
Умер 27 июня 1981 года в Свердловске. Похоронен на Широкореченском кладбище города. Позже рядом с ним была похоронена жена — Изотова Надежда Петровна (1908—1991), сотрудница технического отдела Синарского трубного завода.